# Libnotes kariyana
Libnotes kariyana är en tvåvingeart som först beskrevs av Alexander 1947.  Libnotes kariyana ingår i släktet Libnotes och familjen småharkrankar. Inga underarter finns listade i Catalogue of Life.